# Yahya ibn Salama al-Kalbi
Yahya ibn Salama al-Kalbi (en arabe : يحيى بن سلامة الكلبي) aussi appelé Yahya ibn Salama ou Yahya ibn Maslama fut wali (gouverneur) d' al-Andalus pour le compte de l'empire Omeyyade entre mars 726 et juin 728. Il fut nommé par le calife Hisham ibn Abd al-Malik.
Selon l'historien Roger Collins, Yahya ibn Salama dénonça la politique fiscale d'Ambiza et aurait condamné les musulmans accusés de pillage et d’acquisition illicite de biens auprès des chrétiens. Il fut remplacé par Hudhayfa ibn al-Ahwas al-Qaysi.